# Power Macintosh 8200
Le Power Macintosh 8200 était essentiellement un Power Macintosh 7200 au format tour. Toutes les autres caractéristiques étaient identiques. Il était disponible en deux configurations : la première avait un processeur PowerPC 601 à 100 MHz et 8 Mio de mémoire vive, la seconde un processeur à 120 MHz, 256 Kio de mémoire cache de niveau 2 et 16 Mio de mémoire.

## Caractéristiques
- processeur : PowerPC 601 32 bit cadencé à 100 ou 120 MHz
- bus système 64 bit cadencé respectivement à 40 MHz
- mémoire morte : 4 Mio
- mémoire vive : 8 Mio (modèle 100 MHz) ou 16 Mio (modèle 120 MHz), extensible à 256 Mio (ou 512 Mio avec des barrettes plus récentes non supportées par Apple)
- mémoire cache de niveau 1 : 32 Kio
- mémoire cache de niveau 2 : optionnelle sur le modèle 100 MHz, 256 Kio pour le modèle 120 MHz (extensible à 1 Mio)
- disque dur SCSI de 1,2 Go
- lecteur de disquette 1,44 Mo 3,5"
- lecteur CD-ROM 4x (8x sur certains modèles à 120 MHz)
- carte vidéo avec 1 Mio de mémoire vidéo (extensible à 4 Mio avec des modules de 1 Mio)
- résolutions supportées :
  - 512 × 384 en 24 bit
  - 640 × 480 en 16 bit (24 bit avec 2 ou 4 Mio de mémoire vidéo)
  - 800 × 600 en 16 bit (24 bit avec 2 ou 4 Mio de mémoire vidéo)
  - 832 × 624 en 16 bit (24 bit avec 2 ou 4 Mio de mémoire vidéo)
  - 1 024 × 768 en 8 bit (1 Mio), 16 bit (2 Mio) ou 24 bit (4 Mio)
  - 1 152 × 870 en 8 bit (1 Mio) ou 16 bit (2 ou 4 Mio)
  - 1 280 × 1 024 en 8 bit (2 Mio) ou 16 bit (4 Mio)
- slots d'extension:
  - 3 slots d'extension PCI (dont un occupé par la carte vidéo)
  - 4 connecteurs mémoire de type DIMM 168 broches (vitesse minimale : 70 ns)
  - 3 emplacements VRAM
  - 2 emplacements 5,25" libres (pour lecteurs optiques)
- connectique :
  - 1 port SCSI DB-25
  - 2 ports série Mini Din-8 Geoports
  - 1 port ADB
  - port Ethernet AAUI et 10BASE-T
  - port vidéo : DB-15
  - sortie audio : stéréo 16 bit
  - entrée audio : stéréo 16 bit
- haut-parleur mono
- dimensions : 35,6 × 19,6 × 40,0 cm
- poids : 11,3 kg
- alimentation : 150 W
- systèmes supportés : Système 7.5.3 à Mac OS 9.1

## Source
- Apple History (8200)